# Altafulla
Altafulla est une commune de la province de Tarragone, en Catalogne, en Espagne, de la comarque de Tarragonès.

## Histoire
27 août 1823, combat d'Altafulla, pendant l'expédition d’Espagne

## Personnalités
- La peintre Katia Acín Monrás (1923-2004) avait son atelier dans la ville[1].